# ديف كونسيبسيون
ديف كونسيبسيون (بالإسبانية: Dave Concepción)‏ هو لاعب كرة قاعدة فنزويلي، ولد في 17 يونيو 1948 في ولاية أراغوا في فنزويلا.

## وصلات خارجية
- ديف كونسيبسيون على موقع دوري كرة القاعدة الرئيسي (الإنجليزية)
- ديف كونسيبسيون على موقعبيزبول رفرنس.كوم (الدوري الرئيسي) (الإنجليزية)
- ديف كونسيبسيون على موقعبيزبول رفرنس.كوم (الدوري الثانوي) (الإنجليزية)
- ديف كونسيبسيون على موقع إي إس بي إن.كوم (أم.أل.بي) (الإنجليزية)
- ديف كونسيبسيون على موقع مشجعي الرسوم البيانية (الإنجليزية)